# 祝京旭
祝京旭（英文名：Zhu Jesse， 1960-），出生于北京市，祖籍江苏省苏州市。加拿大西安大略大学教授、流态化及颗粒学专家、加拿大皇家学会院士、加拿大工程院院士、加拿大工程研究院院士（Engineering institute of Canada）。